# Milon de Tarente
Pour les articles homonymes, voir Milon.
Milon (vers 310 - 260 av. J.-C.) est un général épirote sous les ordres de Pyrrhus Ier.
Il débarqua en précurseur en Italie en 280 av. J.-C. et s’installa dans la forteresse de Tarente. Il continua la guerre contre les Romains lors de l’expédition de Pyrrhus en Sicile (277 et 276 av. J.-C.) sans pouvoir empêcher leur progression en Italie du sud. Lors du départ de Pyrrhus pour l’Épire en 275 av. J.-C., il fut nommé gouverneur de la citadelle et de l’arsenal de Tarente. Refusant de rendre ceux-ci aux Tarentins, ces derniers firent appel à Carthage. Milon, bloqué sur terre par les Romains et sur mer par la flotte punique, rendit la citadelle au consul L. Papirius en 272 av. J.-C. Il quitta la ville pour l’Épire avec les honneurs de la guerre et le trésor amassé par Pyrrhus.